# 上滕山
47°10′45″N 12°45′02″E / 47.17917°N 12.75056°E

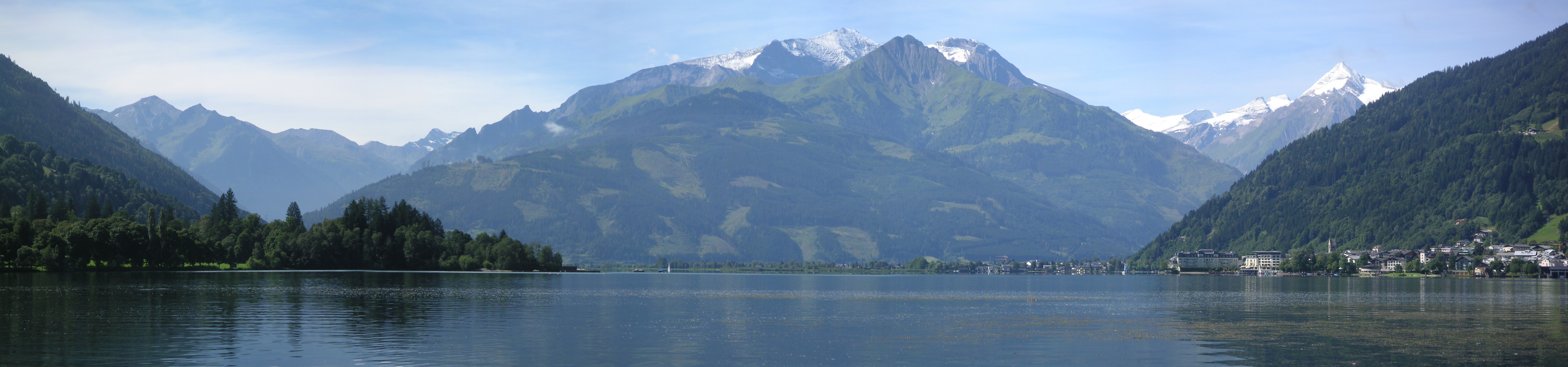

上滕山（德語：Hoher Tenn），是奧地利的山峰，位於該國北部，由薩爾茲堡州負責管轄，屬於高地陶恩山脈的一部分，海拔高度3,368米，人類在1840年左右首次登頂。